# 모스키노
모스키노(Moschino)는 1983년에 패션 디자이너 프랑코 모스키노가 만든 이탈리아의 패션 브랜드이다.